# Lord's Cove
Lord's Cove är en ort i Kanada.   Den ligger i provinsen Newfoundland och Labrador, i den östra delen av landet, 1 500 km öster om huvudstaden Ottawa. Lord's Cove ligger 53 meter över havet och antalet invånare är 175.
Terrängen runt Lord's Cove är platt. Havet är nära Lord's Cove åt sydost. Trakten är glest befolkad. Närmaste större samhälle är Lawn, 12,5 km nordost om Lord's Cove. 